# Осе (Приморска Сена)
Осе (фр. Haussez) насеље је и општина у северној Француској у региону Горња Нормандија, у департману Приморска Сена која припада префектури Дјеп.
По подацима из 2011. године у општини је живело 280 становника, а густина насељености је износила 21,29 становника/km². Општина се простире на површини од 13,15 km². Налази се на средњој надморској висини од 127 метара (максималној 217 m, а минималној 110 m).

## Демографија
| 1962. | 1968. | 1975. | 1982. | 1990. | 1999. | 2011. |
| ----- | ----- | ----- | ----- | ----- | ----- | ----- |
| 318   | 370   | 287   | 265   | 237   | 233   | 280   |

График промене броја становника у току последњих година